# 야하기촌 (후쿠오카현)
야하기촌(矢矧村)은  1889년 4월 1일부터 1907년 10월 1일까지  후쿠오카현 온가군에 있던 촌이다. 현재의 오카가키정의 일부에 해당한다.